# (1822) Waterman
(1822) Waterman ist ein Asteroid des Hauptgürtels, der am 25. Juli 1950 von Astronomen des Indiana Asteroid Programs am Goethe-Link-Observatorium in Brooklyn im US-Bundesstaat Indiana entdeckt wurde.
Der Asteroid ist nach dem amerikanischen Physiker Alan T. Waterman benannt, dem ersten Direktor der US-amerikanischen National Science Foundation.